# Josep Ribas (escriptor)
Josep Ribas   (Sant Llorenç de la Salanca, 28 de gener de 1931 - Perpinyà, 2 de febrer de 2025) va ser un professor i il·lustrador rossellonès, originari de l'Empordà, autor de diversos llibres en francès, especialment sobre temàtica pirinenca.
Josep Ribas va ser ensenyant, tema al qual el 1975 dedicà dos llibres, però es va dedicar especialment als Pirineus i a la cultura nord-catalana. Va publicar diverses guies excursionistes i llibres sobre el Canigó, una antologia de Miquel Maurette i va escriure articles a La Dépêche du Midi i a L'École libératrice sobre literatura, especialment rossellonesa. Va difondre els valors culturals i socials del pirineisme com a valor humanitari a revistes excursionistes (Alpinisme & Randonnée -rebatejada Alpirando-, Pyrénées...). La biblioteca municipal de Sant Marçal porta el seu nom.

## Obra publicada
- Joseph Ribas Les terres veuves Bordèu: Les nouveaux cahiers de jeunesse, 1961
- Marius Noguès Rodés: Subervie, 1973
- Raymond Ciais, Joseph Ribas Faire vivre un livre en classe París: Hatier - Éditions de l'Amitié, 1975
- Raymond Ciais, Joseph Ribas Lecture, discipline d'éveil París: Magnard - Éditions l'École, 1975
- Sentiers et randonnées des Pyrénées París: Fayard, 1977 ISBN 2-213-00459-5
- Sentiers et randonnées du Roussillon París: Fayard, 1978 ISBN 2-213-00573-7
- Sentiers et randonnées du Languedoc París: Fayard, 1980 ISBN 2-213-00871-X
- Mes Pyrénées, chroniques Faiença: Sirius, 1985
- Les Chemins de Garonne Tolosa: Milan, 1990 ISBN 2-86726-591-6
- Canigou: la montagne sacrée des Pyrénées Portèth de Garona: Loubatières, 1994 ISBN 9782862662022 (reimpressió 2003 ISBN 2-86266-412-X; segona edició 2010 ISBN 978-2-86266-606-8)
- Robinson Crusoé dans les Pyrénées Portèth de Garona: Loubatières, 1995 ISBN 2-86266-235-6
- L'aventure du Canigou [aplec de textos] Ibos: Randonnées pyrénéennes, 1996 ISBN 2-84182-018-1
- El Canigó, història i mite Vic: Eumo Editorial, 1996
- Petit précis de pyrénéisme Portèth de Garona: Loubatières, 1998 ISBN 2-86266-275-5 (nova edició: Rando-éditions, 2001)
- Roussillon au coeur Portèth de Garona: Loubatières, 2002 ISBN 2-86266-391-3
- Pere Verdaguer, Josep Ribas Caram això me mira!: dictionnaire des expressions catalanes réalisé à partir d'un recueil de l'écrivain roussillonnais Albert Saisset, expliquées, commentées et enrichies de locutions catalanes d'outre-Pyrénées et de leurs correspondances françaises Portèth de Garona: Loubatières, 2004 ISBN 2-86266-437-5
- Michel Maurette; présentation et anthologie de Joseph Ribas Classiques Roussillonnais / Clàssics Rossellonesos: Michel Maurette Perpinyà: Publications de l'Olivier, 2006 ISBN 2-908866-27-7
- Pyrénées: le désir de voyage Auloron-Senta Maria: Monhélios, 2009 ISBN 978-2-914709-78-1